# Sol Estevanez
Sol Estevanez, all'anagrafe Sol Nazarena Estevanez (Buenos Aires, 31 agosto 1977) è un'attrice argentina.
Conosciuta principalmente al pubblico argentino per la partecipazione nel cast protagonista della telenovela Camino al amor e come antagonista in Dulce amor.

## Biografia
Sol Nazarena Estevanez nasce il 31 agosto 1977 a Buenos Aires, figlia del produttore e sceneggiatore Enrique Estevanez e Mónica Cuomo; è la minore di tre fratelli: Sebastián Estevanez, attore e Diego.
Si sposa con Mariano Puerta, separandosi successivamente. Nel 2015 si fidanza con il polista Mariano Uranga per poi unirsi civilmente il 9 marzo 2017.

## Carriera
Estevanez inizia la sua carriera artistica all'età di diciassette anni con alcune partecipazioni a serial televisivi argentini. Con il matrimonio con Puerta lascia temporaneamente la recitazione per poi tornare dopo sette anni di assenza, prendendo parte a Herencia de amor nel ruolo di Belén.
Nel 2012 è una delle antagoniste nella telenovela Dulce amor, interpretando Ángeles 'Angie' Green fino all'anno successivo, quando lavora per Telefe in Camino al amor come Gina.
Durante il 2017 recita in Heidi Bienvenida nel ruolo di Rita.

## Filmografia

### Televisione
- Los médicos de hoy - serial TV (2000)
- PH - serial TV (2001)
- Maridos a domicilio - serial TV (2002)
- Herencia de amor - serial TV (2009-2010)
- Dulce amor - serial TV (2012-2013)
- Camino al amor - serial TV (2014)
- Heidi Bienvenida (Heidi, bienvenida a casa) - serial TV (2017)

## Doppiatrici italiane
Nelle versioni in italiano dei suoi film, Sol Estevanez è stata doppiata da:
- Stella Gasparri in Heidi Bienvenida[7].